# А-Ілья-де-Ароуса
А-Ілья-де-Ароуса (гал. A Illa de Arousa) — муніципалітет в Іспанії, у складі автономної спільноти Галісія, у провінції Понтеведра. Населення — 4982 осіб (2009).
Муніципалітет розташований на відстані близько 490 км на північний захід від Мадрида, 22 км на північний захід від Понтеведри.

## Галерея зображень

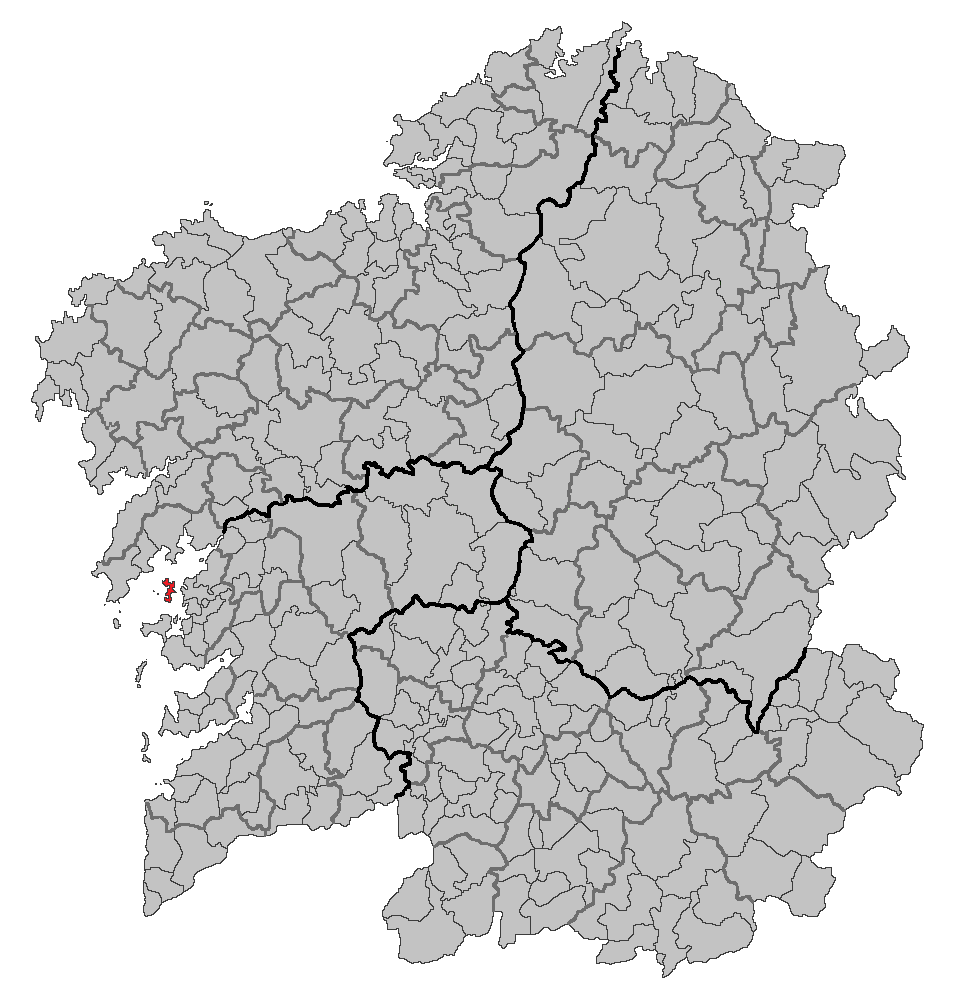
Розташування муніципалітету
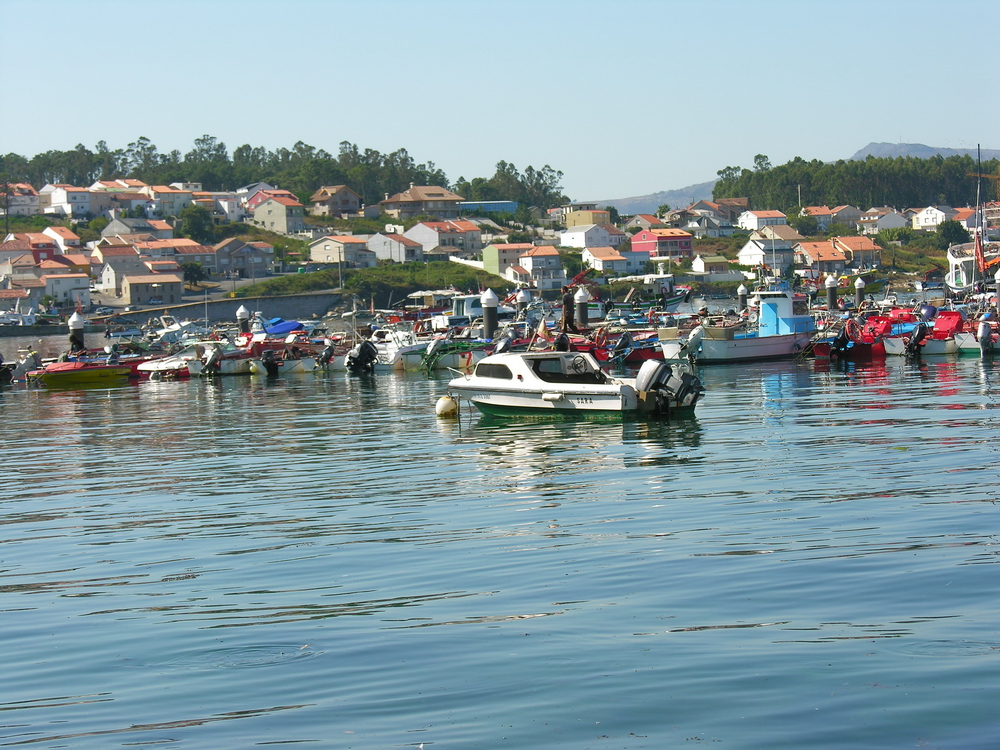
Порт у місті А-Ілья-де-Ароуса